# Lipandra polysperma
Lipandra es un género monotípico de plantas herbáceas con flor perteneciente a la familia Amaranthaceae. Su única especie es el bledo negro (Lipandra polysperma). 

## Descripción
Es una planta anual, que alcanza un tamaño de 10-60 cm de altura, glabra, erecta o a veces procumbente, generalmente rojiza. Tallos cuadrangulares. Ramas inferiores de mayor longitud que el resto; ramas secundarias generalmente escasas. Hojas con lámina de 1,5-5 cm, delgada, de ovado- elíptica a obovada, casi siempre entera, aguda u obtusa en el ápice, verde o, a veces, pardo-rojiza. Inflorescencia espiciforme o cimosa, difusa, terminal o en la axila de las hojas; glomérulos pequeños. Flores hermafroditas. Tépalos 5, libres hasta la base, aquillados en el ápice, separados unos de otros y divergentes en la fructificación. Estambres generalmente 1-3. Estigmas 2. Pericarpio no adherente. Semillas 0,9-1,2 mm de diámetro, horizontales, de contorno redondeado y margen romo o aplanado; testa de parda a negruzca, obscuramente reticulada y con líneas radiales onduladas. Tiene un número de cromosomas de 2n=18.

## Distribución y hábitat
Se encuentra en zonas cultivadas o temporalmente encharcadas, bordes de caminos, cunetas, huertas, barbechos, etc.; a una altitud de 300-1 200 metros en Europa, excepto su extremo Norte, rara en la región mediterránea; Turquía, Cáucaso y Asia Central; introducida en Norteamérica, también se encuentra en el Norte y Occidente de la península ibérica.

## Taxonomía
El género fue descrito por Alfred Moquin-Tandon y publicado en Chenopodearum Monographica Enumeratio 19, en 1840.
La única especie fue descrita inicialmente como Chenopodium polyspermum por Carlos Linneo y publicada en Species Plantarum 1: 220, en 1753, actualmente, es tanto un sinónimo como el basónimo de esta; y ulteriormente sería transferida al género Lipandra por Susy Fuentes Bazán, Pertti Johannes Uotila y Thomas Borsch en Willdenowia 42(1): 14, en 2012.

#### Etimología
Lipandra: nombre genérico derivado de los vocablos griego λείπω (leίpo); "dejar, abandonar, permanecer",  y de ἀνήρ, ἀνδρός (aner, andrós); "masculino", en referencia a que hay pocos estambres generalmente masculinos en la especie.
polysperma: epíteto latino que significa "con muchas semillas".

## Galería

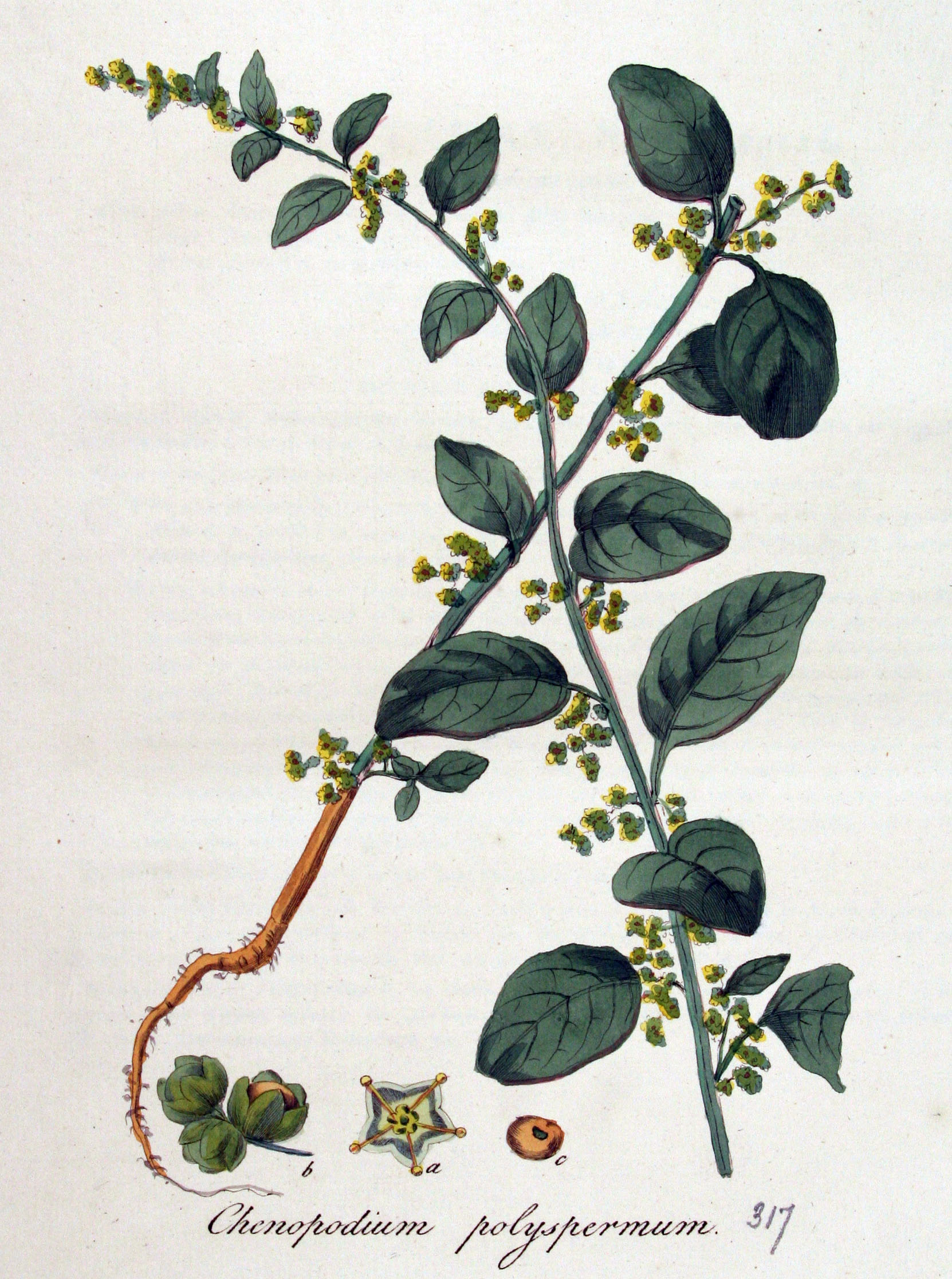
Ilustración de la especie (bajo su basónimo Chenopodium polyspermum) en Flora Batava of Afbeelding en Beschrijving van Nederlandsche Gewassen, Jan Kops y Christiaan Sepp, 317, Vol. 4, 1822.
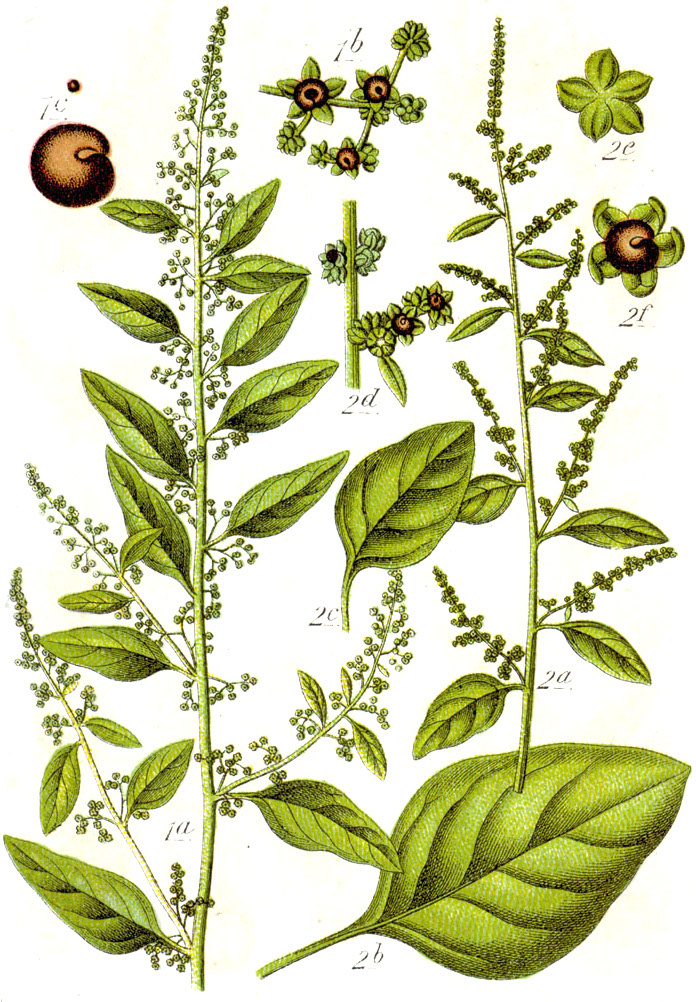
Ilustración de la especie (bajo su basónimo Chenopodium polyspermum) en Deutschlands Flora in Abbildungen nach der Natur mit Beschreibungen, Jacob Georg Sturm, Núremberg, 1796.
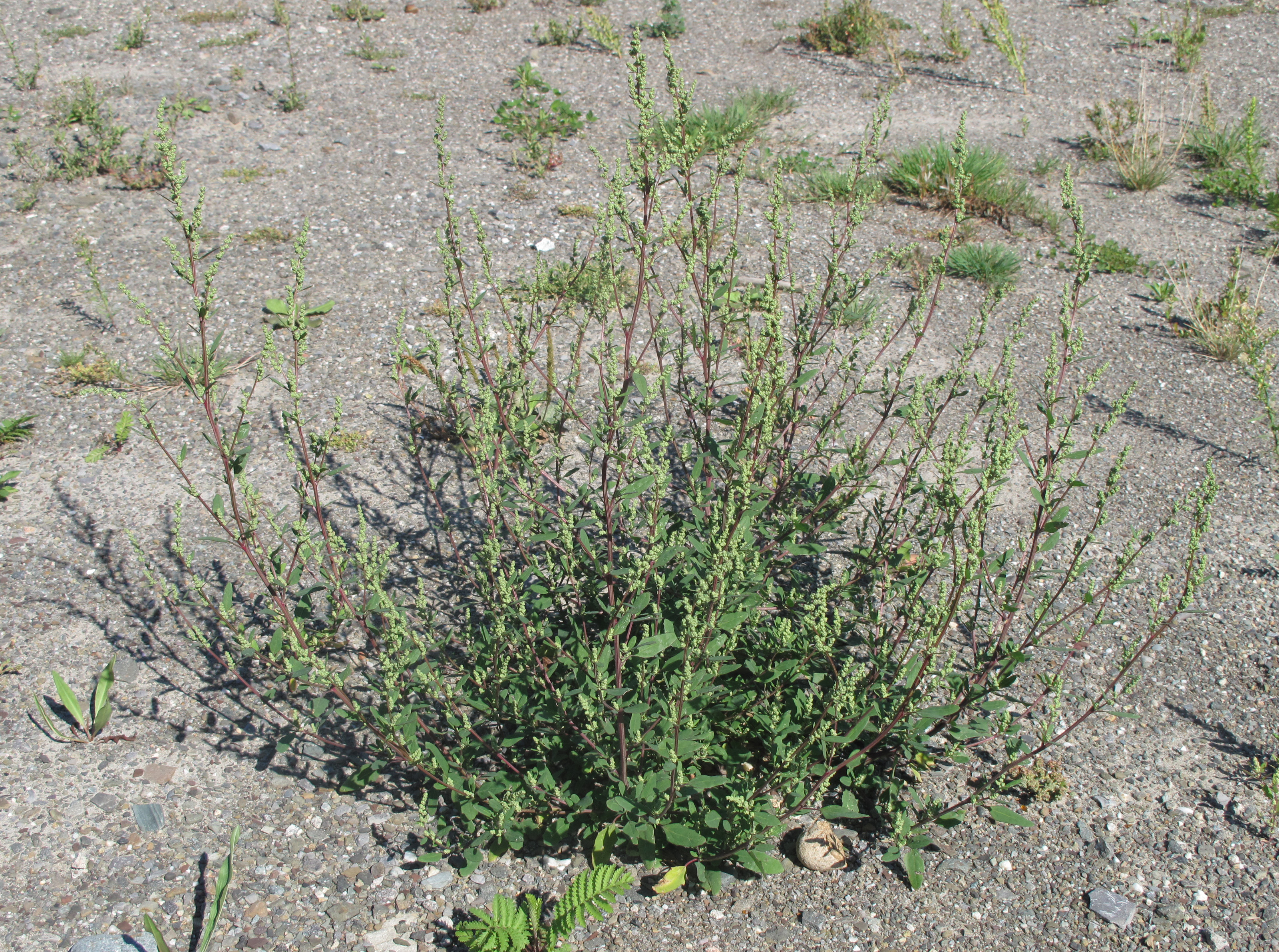
En su hábitat
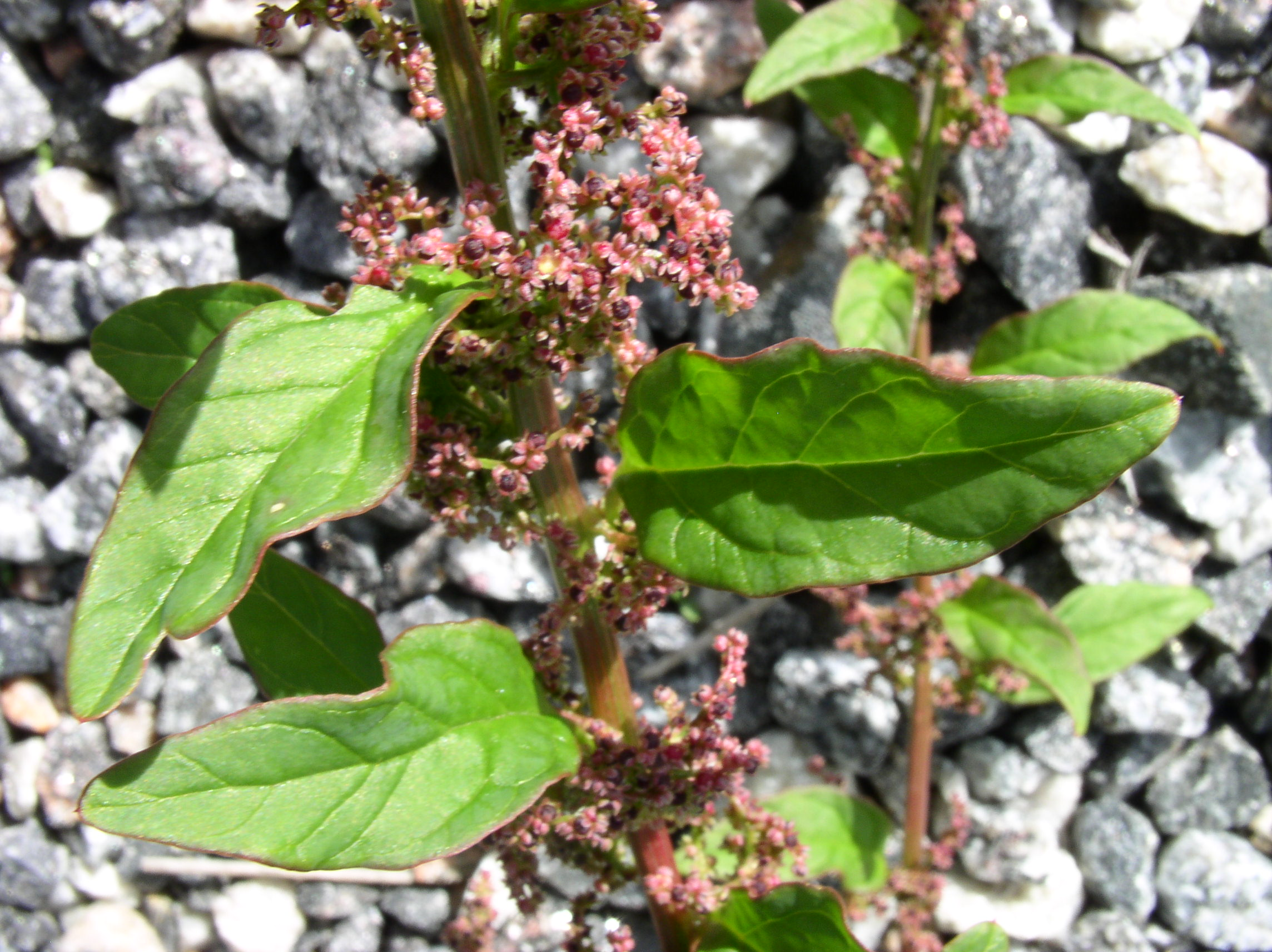
Detalle de las hojas
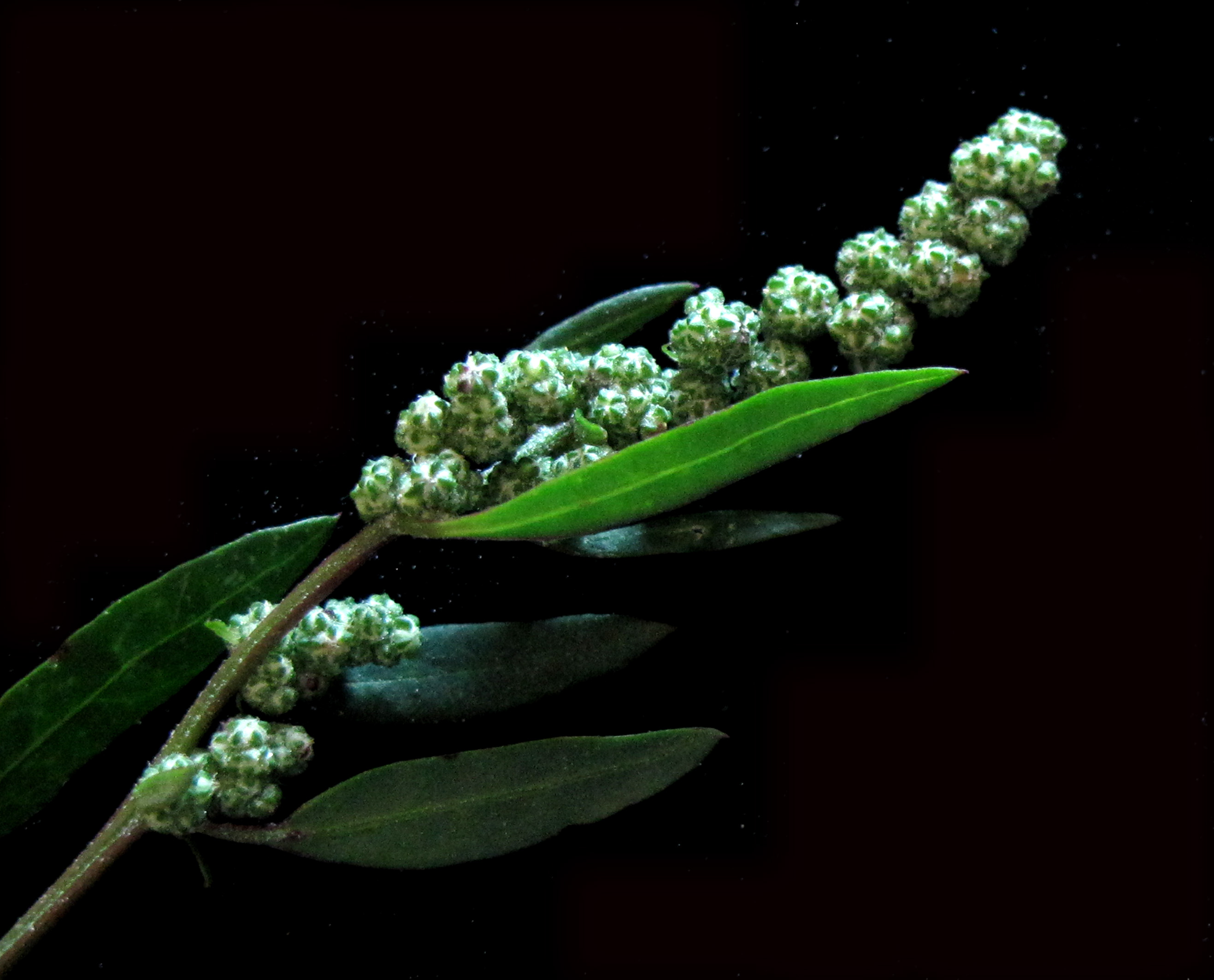
Inflorescencia
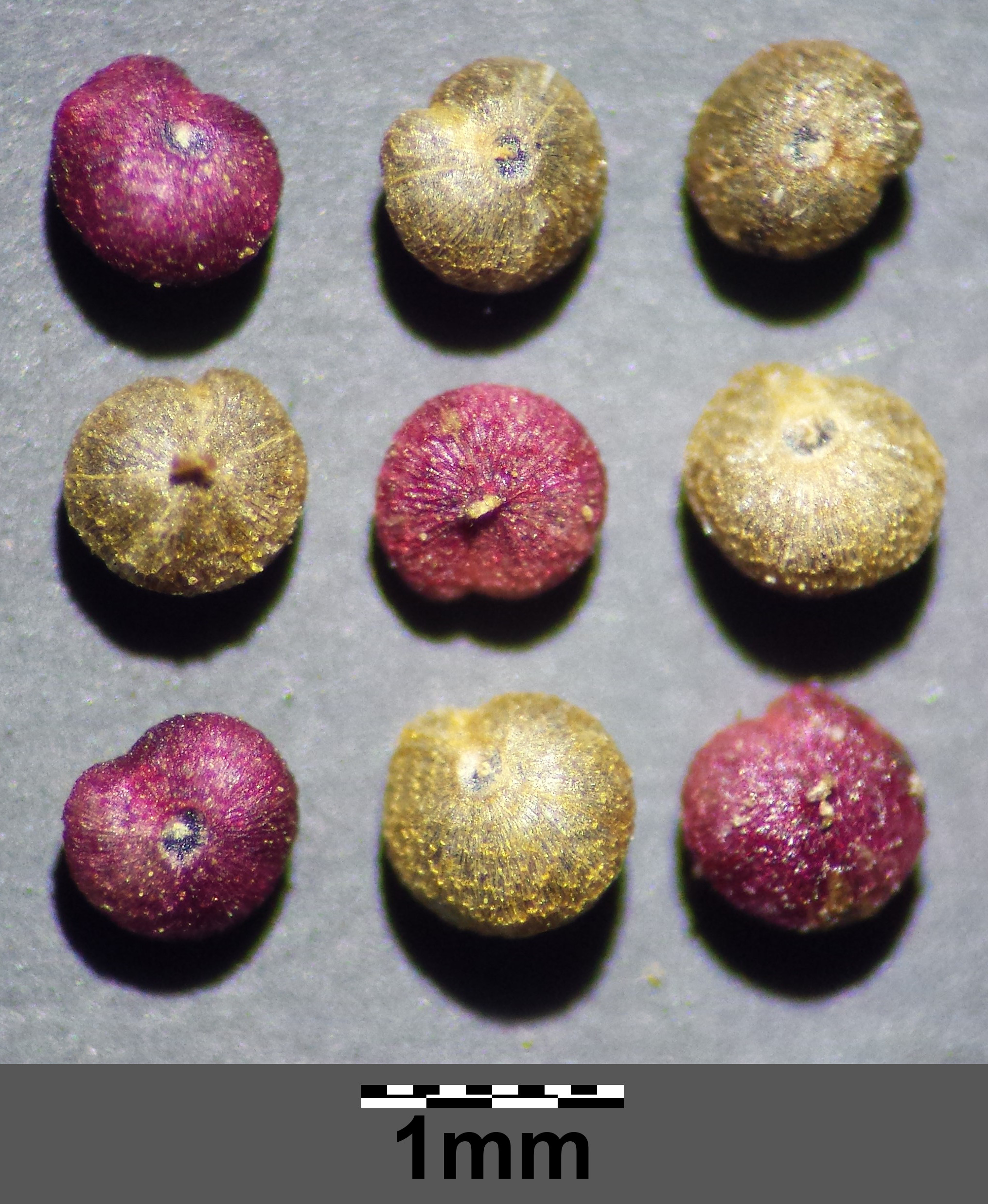
Semillas